# Аморё, Пьер-Жозеф
Пьер-Жозе́ф Аморё (фр. Pierre-Joseph Amoreux; 1741 год, Бокер — 1824 год, Монпелье) — французский врач и естествоиспытатель.
Был библиотекарем медицинского факультета в Монпелье. Известен многочисленными сочинениями, касающимися медицины, естественной истории, ботаники и сельского хозяйства, среди них:
- «Traité de l’olivier», в нём изложена история, воспитание, культура оливкового дерева и различные способы выжимания масла (Монпелье, 1784);
- «Mémoires sur les haies destinées à la cloture des près, des champs» (Париж, 1787; Монпелье, 1809);
- «Notice des insectes de la France réputés venimeux» (П., 1789).
- «Essai historique et littéraire sur la médecine des Arabes» (Монпелье, 1805).
- «Dissertation historique et critique sur l’origine du Сachou» (Монпелье, 1812).
- «Dissertation philologique sur les plantes religieuses» (Монпелье, 1817).